# Liste der Wappen im Landkreis Ludwigsburg
Diese Liste beinhaltet alle in der Wikipedia gelisteten Wappen des Landkreises Ludwigsburg in Baden-Württemberg, inklusive historischer Wappen. Fast alle Städte, Gemeinden und Kreise in Baden-Württemberg führen ein Wappen. Sie sind über die Navigationsleiste am Ende der Seite erreichbar.

## Landkreis Ludwigsburg

Wappen des Landkreises Ludwigsburg[1]
Der Landkreis Ludwigsburg in Baden-Württemberg

## Städtewappen im Landkreis Ludwigsburg

Asperg[2]
Besigheim[3]
Bietigheim-Bissingen[4]
Bönnigheim[5]
Ditzingen[6]
Freiberg am Neckar[7]
Gerlingen[8]
Großbottwar[9]
Korntal-Münchingen[10]
Kornwestheim[11]
Ludwigsburg[12]
Marbach am Neckar[13]
Markgröningen[14]
Oberriexingen[15]
Remseck am Neckar[16]
Sachsenheim[17]
Steinheim an der Murr[18]
Vaihingen an der Enz[19]

## Gemeindewappen im Landkreis Ludwigsburg

Affalterbach[20]
Benningen am Neckar[21]
Eberdingen[22]
Erdmannhausen[23]
Erligheim[24]
Freudental[25]
Gemmrigheim[26]
Hemmingen[27]
Hessigheim[28]
Ingersheim[29]
Kirchheim am Neckar[30]
Löchgau[31]
Möglingen[32]
Mundelsheim[33]
Murr[34]
Oberstenfeld[35]
Pleidelsheim[36]
Schwieberdingen[37]
Sersheim[38]
Tamm[39]
Walheim[40]

## Ehemalige Gemeindewappen

Aldingen am Neckar[41]
Aurich[42]
Beihingen am Neckar[43]
Bietigheim[44]
Bissingen an der Enz[45]
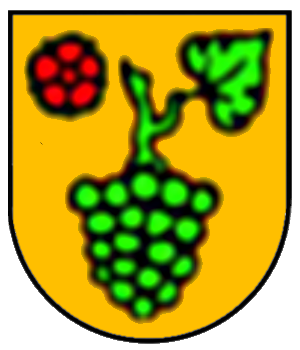
Eberdingen
Ensingen[47]
Enzweihingen[48]
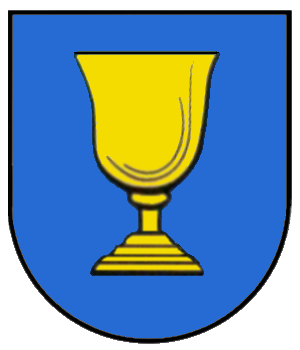
Geisingen am Neckar
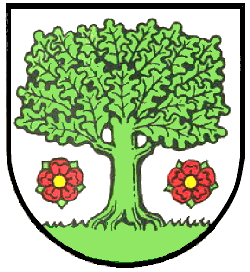
Gronau
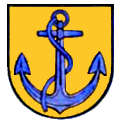
Großingersheim
Großsachsenheim[52]
Gündelbach[53]
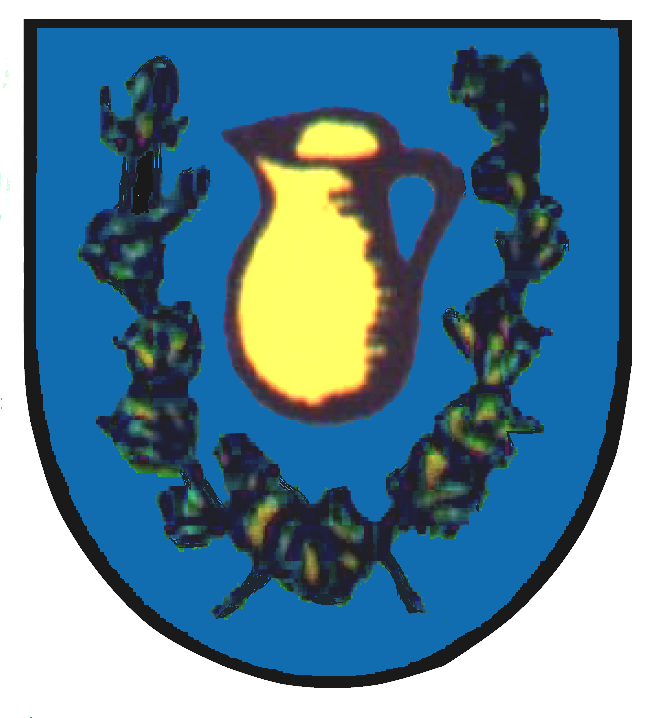
Häfnerhaslach
Heimerdingen[55]
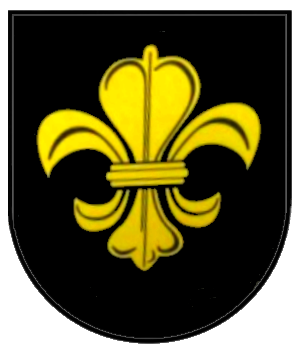
Heutingsheim
Hirschlanden[57]
Hochberg[58]
Hochdorf am Neckar[59]
Hochdorf an der Enz[60]
Hofen[61]
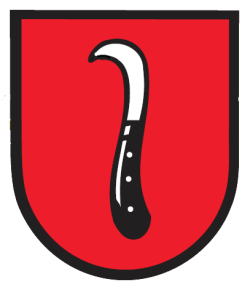
Hof und Lembach
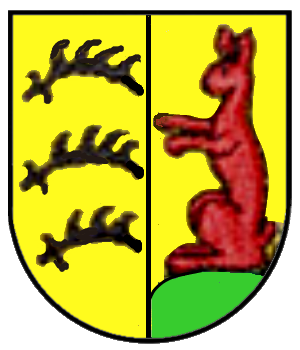
Hohenhaslach
Hohenstein[64]
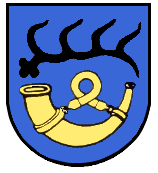
Höpfigheim
Horrheim[66]
Kleinbottwar[67]
Kleinglattbach[68]
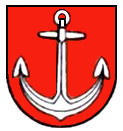
Kleiningersheim
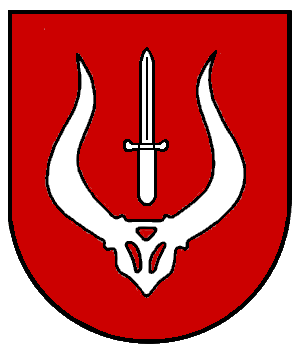
Kleinsachsenheim
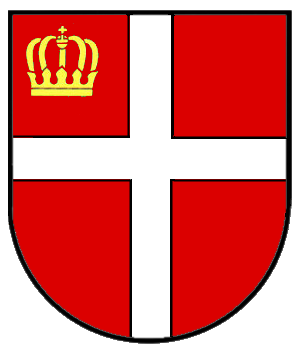
Korntal
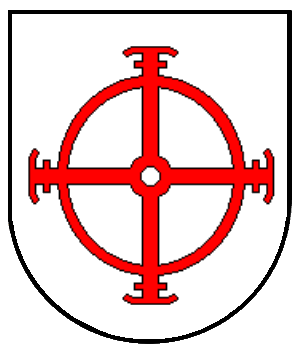
Metterzimmern
Münchingen[73]
Neckargröningen[74]
Neckarrems[75]
Neckarweihingen[76]
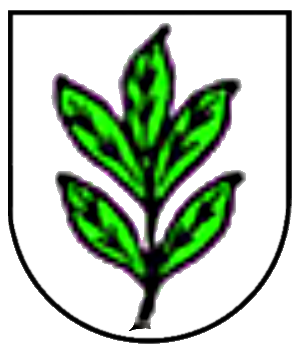
Nussdorf
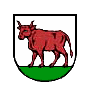
Ochsenbach
Ottmarsheim[79]
Pflugfelden[80]
Poppenweiler[81]
Rielingshausen[82]
Riet[83]
Roßwag[84]
Schöckingen[85]
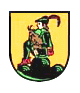
Spielberg
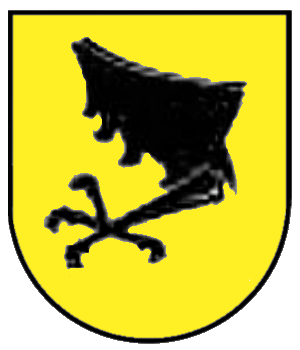
Unterriexingen
Winzerhausen[88]

## Blasonierungen
1. ↑  Landkreis Ludwigsburg: In Gold unter einer liegenden schwarzen Hirschstange ein rot bewehrter und rot bezungter schwarzer Adler (Reichsadler).
2. ↑  Asperg: In Gold auf grünem Dreiberg eine grüne Aspe, begleitet von zwei aufgerichteten, mit den Enden auswärts gekehrten schwarzen Hirschstangen.
3. ↑  Besigheim: In Rot auf grünem Hügel eine zweitürmige, gezinnte silberne Burg mit offenem Rundbogentor.
4. ↑  Bietigheim-Bissingen: In Rot ein silberner Zinnenturm belegt mit einem blauen Patriarchenhochkreuz mit gespaltenem Fuß.
5. ↑  Bönnigheim: In Rot unter einem sechsspeichigen silbernen Rad ein steigender silberner Mond mit Gesicht.
6. ↑  Ditzingen: In gespaltenem Schild vorne in Silber zwei schräg gekreuztein Mauerhaken, hinten in Rot unter einem silbernen Kreuz mit Tatzenenden eine gestürzte silberne Pflugschar.
7. ↑  Freiberg am Neckar: In Blau drei goldene Kugeln (2:1).
8. ↑  Gerlingen: Unter goldenem Schildhaupt, darin eine schwarze Hirschstange, in Schwarz zwei abgewendete goldene Radfelgen.
9. ↑  Großbottwar: In Gold unter einer liegenden schwarzen Hirschstange ein natürlicher Storch.
10. ↑  Korntal-Münchingen: In Blau ein durchgehendes silbernes Kreuz, überdeckt von einer goldenen Hafte (Kesselrinken).
11. ↑  Kornwestheim: In Blau eine goldene Korngabel.
12. ↑  Ludwigsburg: In Blau an schrägem rotem Fahnenstock mit goldener Spitze die goldene Reichssturmfahne, darin ein rot bewehrter und rot bezungter schwarzer Adler.
13. ↑  Marbach am Neckar: In Gold gespalten, vorne drei liegende schwarze Hirschstangen übereinander, hinten ein viereckiger silberner Zinnenturm mit rotem Pyramidendach, umrankt von einer grünen Weinrebe mit grünen Blättern und zwei blauen Trauben.
14. ↑  Markgröningen: Unter blauem Schildhaupt, darin fünf sechsstrahlige goldene Sterne nebeneinander, in Gold ein rot bezungter schwarzer Adler.
15. ↑  Oberriexingen: In gespaltenem Schild vorne in Gold eine aufrechte schwarze Hirschstange, hinten in Schwarz ein schräglinks gestelltes goldenes Ruder.
16. ↑  Remseck am Neckar: In gespaltenem Schild vorne in Blau ein pfahlweise gestellter goldener Fisch, hinten in Silber ein roter Adlerflügel.
17. ↑  Sachsenheim: In Silber unter einer liegenden schwarzen Hirschstange ein rotes Büffelgehörn mit Grind.
18. ↑  Steinheim an der Murr: In Rot unter dem Fleckenzeichen in Form eines goldenen Reichsapfels mit Kreuz sechs (1:2:3) aufeinandergeschichtete silberne Steine.
19. ↑  Vaihingen an der Enz: In Gold unter einer rechtshin liegenden schwarzen Hirschstange auf blauem Vierberg stehend ein blau gekrönter und blau bezungter roter Löwe.
20. ↑  Affalterbach: In Silber über blauem Wellenschildfuß ein bewurzelter grüner Apfelbaum mit roten Äpfeln.
21. ↑  Benningen am Neckar: In Gold zwei schräg gekreuzte schwarze Priorstäbe.
22. ↑  Eberdingen: In Gold aus den Kuppen eines grünen Dreibergs wachsend drei grüne Rosenzweige (die beiden äußeren schräg gekreuzt), von denen jeder eine fünfblättrige rote Rose mit grünen Kelchblättern trägt.
23. ↑  Erdmannhausen: Unter goldenem, mit einer vierendigen schwarzen Hirschstange belegten Schildhaupt in Blau ein aus dem Schildfuß wachsender linksgekehrter goldener Abtsstab.
24. ↑  Erligheim: In Silber eine bewurzelte grüne Erle, der Stamm beheftet mit einem steigenden roten Mond mit Gesicht.
25. ↑  Freudental: Unter goldenem Schildhaupt, darin eine schwarze Hirschstange, in Rot der goldene Großbuchstabe F.
26. ↑  Gemmrigheim: In Silber auf grünem Dreiberg an schwarzem Pfahl ein grüner Weinstock mit fünf (3:2) blauen Trauben.
27. ↑  Hemmingen: In Gold ein aufrecht gestellter blauer Rost mit abwärts weisendem Griff.
28. ↑  Hessigheim: In Silber auf grünem Hügel, der unten mit einer silbernen Wellenleiste belegt ist, ein grüner Weinstock mit drei blauen Trauben.
29. ↑  Ingersheim: In Rot ein silberner Anker mit silbernem Tau.
30. ↑  Kirchheim am Neckar: In Blau eine eintürmige silberne Kirche mit Dachreiter.
31. ↑  Löchgau: In Blau der goldene Großbuchstabe L, links oben ein sechsstrahliger goldener Stern.
32. ↑  Möglingen: In Blau schräg gekreuzt eine gestürzte silberne Haue und ein gestürzter silberner Spaten, auf der Kreuzung belegt mit einem achtspeichigen silbernen Rad.
33. ↑  Mundelsheim: In Rot unter einer liegenden schwarzen Hirschstange eine aufgehobene silberne Rechthand.
34. ↑  Murr: Unter goldenem Schildhaupt, darin eine schwarze Hirschstange, von Gold und Rot gespalten, vorne ein roter Kelch, hinten ein aufgerichtetes goldenes Hifthorn mit zur Spaltung weisender grüner Fessel.
35. ↑  Oberstenfeld: In Silber auf grünem Boden (Feld) ein auf silbern gezäumtem schwarzem Roß einhersprengender, schwarz gerüsteter Reiter (Oberst) mit umgeschnalltem silbernem Schwert und rotem Helmbusch.
36. ↑  Pleidelsheim: In Gold zwei schräg gekreuzte schwarze Doppelhaken (Swastika mit gerundeten Haken).
37. ↑  Schwieberdingen: In Blau ein achtstrahliger goldener Stern zwischen zwei abgewendeten goldenen Monden.
38. ↑  Sersheim: In Gold ein rotes Büffelgehörn mit Grind, zwischen den Hörnern drei (1:2) rote Kugeln.
39. ↑  Tamm: In Rot ein goldener Schräglinksbalken, darüber ein goldener Pflug, darunter ein vierspeichiges goldenes Zahnrad.
40. ↑  Walheim: In Gold auf einem roten Schräglinksbalken der goldene Großbuchstabe W.
41. ↑  Aldingen am Neckar: In Blau auf grünen Wellen ein goldenes bewimpeltes Segelschiff mit Aufbauten, im Bug ein stehender Schiffer mit schwarzer Hose und nacktem Oberkörper, eine goldene Ruderstange haltend.
42. ↑  Aurich: In Blau eine silberne Weinberghape.
43. ↑  Beihingen am Neckar: In Blau drei (2:1) goldene Kugeln.
44. ↑  Bietigheim: In Rot ein runder silberner Zinnenturm mit Quaderunterbau.
45. ↑  Bissingen an der Enz: In Blau ein goldenes Doppelkreuz mit gespaltenem Fuß, links an den Stamm angeschoben der goldene Großbuchstabe B.
46. ↑  Eberdingen (alt): In Gold eine grüne Traube an grünem Stiel, von dem nach oben links ein grünes Blatt ausgeht; oben rechts eine fünfblättrige rote Rose.
47. ↑  Ensingen: In Silber eine grüne Hirtentasche mit schwarzem Riemenbügel.
48. ↑  Enzweihingen: In gespaltenem Schild vorne in Rot ein aufrechtes goldenes Bockshorn, hinten in Gold eine aufrechte schwarze Hirschstange.
49. ↑  Geisingen am Neckar: In Blau ein goldener Kelch.
50. ↑  Gronau: In Silber auf grünem Boden eine grüne Eiche, deren Stamm von zwei roten Rosen begleitet ist.
51. ↑  Großingersheim: In Gold ein blauer Anker mit blauem Tau.
52. ↑  Großsachsenheim: In Silber unter einer liegenden schwarzen Hirschstange ein rotes Büffelgehörn mit Grind.
53. ↑  Gündelbach: In Grün der silbern gekleidete heilige Laurentius mit goldenem Nimbus, in der Rechten einen schwarzen Rost, in der Linken eine goldene Schale haltend.
54. ↑  Häfnerhaslach: In Blau ein goldener Tonkrug zwischen zwei unten schräggekreuzten goldenen Haselnusszweigen.
55. ↑  Heimerdingen: In Blau zwei schräggekreuzte gestürzte goldene Rechen, darunter ein goldener Lanzapfen.
56. ↑  Heutingsheim: In Schwarz eine goldene Lilie.
57. ↑  Hirschlanden: In Gold unter einer liegenden schwarzen Hirschstange eine pfahlweis gestellte rote Wagenlanne.
58. ↑  Hochberg: In silbernem Feld zwei rote Flügel.
59. ↑  Hochdorf am Neckar: In rotem Feld ein goldener Flug.
60. ↑  Hochdorf an der Enz: In Gold ein doppelarmiges schwarzes Kreuz.
61. ↑  Hofen: In Rot eine silberne Kirche mit linkshin stehendem Turm, rechts oben ein doppelarmiges silbernes Kreuz.
62. ↑  Hof und Lembach: In Rot eine Hape mit silberner Schneide und schwarzem Griff.
63. ↑  Hohenhaslach: In gespaltenem Schild vorne in Gold drei liegende schwarze Hirschstangen übereinander, hinten in Gold auf grünem Berg ein aufrecht sitzender roter Hase.
64. ↑  Hohenstein: In Silber auf einem mit fünf aneinander gereihten silbernen Rauten belegten grünen Berg eine zweitürmige bezinnte rote Burg.
65. ↑  Höpfigheim: In Blau unter einer liegenden goldenen Hirschstange ein mit dem Mundstück nach links gekehrtes goldenes Jagdhorn an goldener Fessel.
66. ↑  Horrheim: In Silber oben eine liegende schwarze Hirschstange, an der ein mit dem Mundstück linksgewendetes rotes Hifthorn mit goldenem Beschlag an roter Fessel hängt.
67. ↑  Kleinbottwar: In Schwarz das goldene Fleckenzeichen in Form einer Gürtelschnalle (ein goldener Ring, darin eine goldene Leiste).
68. ↑  Kleinglattbach: In Silber ein grüner Balken, belegt mit einem nach links laufenden silbernen Hasen.
69. ↑  Kleiningersheim: In Rot ein silberner Anker.
70. ↑  Kleinsachsenheim: In Rot zwei silberne Büffelhörner mit silbernem Grind, dazwischen ein silbernes Schwert.
71. ↑  Korntal: In Rot ein durchgehendes silbernes Kreuz, im (heraldisch) rechten Obereck eine goldene Königskrone.
72. ↑  Metterzimmern: In Silber ein vierspeichiges und vierschaufliges rotes Mühlrad.
73. ↑  Münchingen: In Gold eine blaue Hafte, überdeckt mit dem blauen Großbuchstaben M.
74. ↑  Neckargröningen: In Blau zwei pfahlweis gestellte, abgewendete silberne Fische.
75. ↑  Neckarrems: In Blau zwei schräggekreuzte, mit den Köpfen nach oben weisende silberne Fische, dazwischen ein fünfstrahliger, gestürzter silberner Stern.
76. ↑  Neckarweihingen: In Gold unter einer liegenden schwarzen Hirschstange ein vierbeiniger bestielter, mit Stiel und Ring nach oben weisender schwarzer Rost.
77. ↑  Nussdorf: In Silber ein fünfblättriger grüner Nussbaumzweig.
78. ↑  Ochsenbach: In Silber auf grünem Boden ein stehender roter Ochse.
79. ↑  Ottmarsheim: In geteiltem und oben gespaltenem Schild oben vorne in Gold eine liegende schwarze Hirschstange, hinten der schwarze Großbuchstabe A, unten in Rot ein goldenes Hifthorn an grüner Fessel.
80. ↑  Pflugfelden: In Rot unter einer liegenden schwarzen Hirschstange eine gestürzte silberne Pflugschar, oberhalb begleitet von zwei silbernen Großbuchstaben, rechts P, links F.
81. ↑  Poppenweiler: In Gold ein schwarzes Hufeisen mit goldenen Nägeln.
82. ↑  Rielingshausen: In Gold ein mit dem Bart nach links gekehrter schwarzer Schlüssel.
83. ↑  Riet: Unter einem mit einer goldenen Hirschstange belegten schwarzen Schildhaupt in Gold eine schrägrechte schwarze Reithaue.
84. ↑  Roßwag: In Rot eine fünfblättrige blau besamte goldene Rose.
85. ↑  Schöckingen: Unter goldenem Schildhaupt, darin eine liegende schwarze Hirschstange, in Rot ein durchgehendes silbernes Kreuz, bewinkelt von vier goldenen Hufeisen.
86. ↑  Spielberg: In Gold ein auf grünem Dreiberg sitzender, grün gekleideter Hirte mit roten Schuhen, roter Hirtentasche und roter Hutfeder, der auf einem naturfarbenen bocksförmigen Dudelsack mit roten Flöten und rotem Mundstück bläst.
87. ↑  Unterriexingen: In Gold ein schwarzer Adlerfang.
88. ↑  Winzerhausen: Unter silbernem Schildhaupt, darin eine blaue Hirschstange, in Blau drei (2:1) silberne Streitäxte.